# Сизеренство
Сизеренство (фр. Suzeraineté) је назив за однос у коме неки владар или држава имају право од другог владара, народа или држава наплаћивати данак, односно у већој или мањој мери управљати њиховим спољним пословима. Ентитети који имају обавезу према свом сизерену јесу вазали или трибутарне државе.